# ライブインカワサキ
「ライブ イン カワサキ」 SPICY POTATO 2010.12.29 WED @ KAWASAKI Serbian Nightは、井上侑の1stライブDVD。2011年3月20日にSHINKO MUSIC RECORDSより発売。

## 解説
本DVDは、2010年12月29日にライブハウス・川崎セルビアンナイトで開催された井上侑のワンマン・ライブの内容を収録したもの。

## 収録曲
1. 路上ライブの帰り道
2. たね
3. Greedy
4. style-4yu!
5. タピオカミルクティー
6. チョコレート
7. カシオペア
8. ありんこタクシー
9. 先輩、恋してます
10. バネのびょん太
11. かわさきミュートンのうた
12. 東口で
13. ポテト